# The Repentless Killogy
The Repentless Killogy är Slayers fjärde livealbum, utgivet den 8 november 2019 på etiketten Nuclear Blast.

## Låtlista
1. Delusions of Saviour (Live) – 1:55
2. Repentless (Live) – 3:24
3. The Antichrist (Live) – 3:04
4. Disciple (Live) – 3:49
5. Postmortem (Live) – 3:47
6. Hate Worldwide (Live) – 5:07
7. War Ensemble (Live) – 4:57
8. When the Stillness Comes (Live) – 4:16
9. You Against You (Live) – 4:22
10. Mandatory Suicide (Live) – 3:58
11. Hallowed Point (Live) – 5:36
12. Dead Skin Mask (Live) – 4:57

### CD 2
1. Born of Fire (Live) – 3:21
2. Cast The First Stone (Live) – 3:44
3. Bloodline (Live) – 3:46
4. Seasons in the Abyss (Live) – 5:51
5. Hell Awaits (Live) – 5:22
6. South of Heaven (Live) – 5:24
7. Raining Blood (Live) – 3:32
8. Chemical Warfare (Live) – 5:26
9. Angel of Death (Live) – 5:53

## Medverkande
- Tom Araya – sång, elbas
- Kerry King – gitarr
- Gary Holt – gitarr
- Paul Bostaph – trummor